# Пулоді Парвіз
Парвіз Пулоді (тадж. Парвиз Пӯлодӣ, перс. پرویز پولادی  справжнє ім'я — Парвіз Поладович Абдулазізов, тадж. Абдулазизов Парвиз Пӯлодович; 12 лютого 1970, Калай Гісар, Гісарський район, Таджицька РСР, СРСР) — радянський і таджицький композитор, співак, актор театру і кіно.

## Біографія
Парвіз народився 12 грудня 1970 року в кишлаку Калай Гісар поблизу міста Гісар у сім'ї сільського вчителя. Випускник Московського вищого театрального училища ім. Щепкіна при Малому театрі.
З 1992-2010 був актором Державного Молодіжного театру імені М. Вахідова, де зіграв близько 40 ролей.
У 2010-2014 роках був завідувачем відділу культури Гісарського району.
Зіграв сім ролей у таджицьких кінострічках, у тому числі в таких, як: «Такдир», «13 солу сімох», «Таксист», «Димові гори». Знімається у російському кіно.
Пізніше працював режисером на Першому каналі таджицького телебачення, брав активну участь у дубляжі популярних кінокартин на телебаченні «Сафіна».
Був співаком державного ансамблю танцю «Лола» та ансамблю «Сіпар» МВС РТ. Потім очолював відділ культури виконавчого органу державної влади міста Гісар.

## Особисте життя
Парвіз подробиці свого особистого життя не афішує. Тільки трохи відомо, що він має син — Роміз, який народився в жовтні 1993 року.

## Творчість

### Кіно
Знімався у таджицьких кінострічках. З 2018 року знімається у російському кіно, дебютувавши у військовій драмі «Операція Мухаббат».
2021 року зіграв головну роль у комедії «Ліна і справедливість», де його напарницею виступила Ганна Уколова. У центрі сюжету – продавчиня Олена, жінка з сильним характером, яка буде боротися за своє щастя, любов і справедливість.

## Фільмографія
- 2018 — «Операція Мухаббат»
- 2019 — «Братство»
- 2020 — «Один на мільйон»[14][15]
- 2021 — «Остання видобуток мисливця»[16]
- 2022 — «Ліна і справедливість»
- 2022 — «Кохання-морква. Повстання машин»
- 2022 — «Нереаліті»[17]

## Нагороди
Нагороджений медаллю «За заслуги перед суспільством».

## Дискографія

### Сингли
- 2017 — «Див ба ту додам»[18]
- 2020 — «Модар»[19]